# Gyokuen Bompō

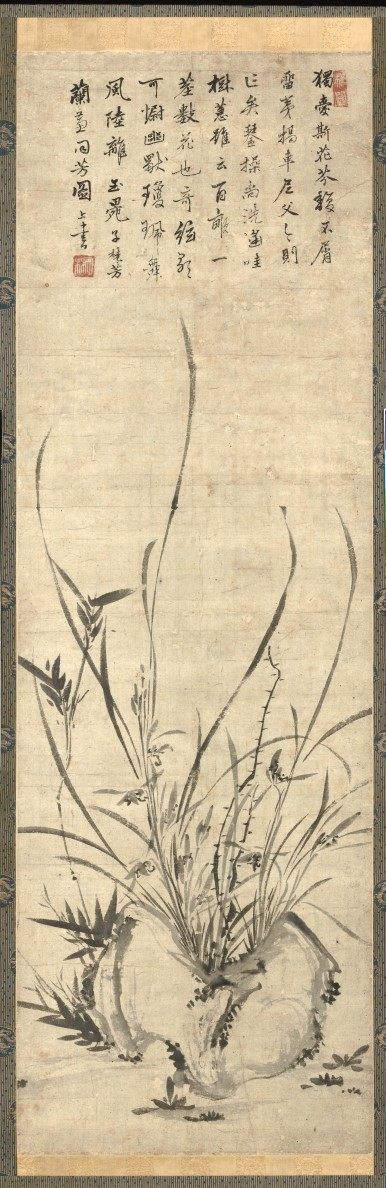
„Rankei dōhō-zu“

Gyokuen Bompō (japanisch 玉畹 梵芳; geboren 1348; gestorben 1420) war ein japanischer Zen-Mönch, der als Oberpriester wichtiger Tempel in Kyōto der Ashikaga-Zeit wirkte. Kennin-ji-Tempels und des Nanzen-ji-Tempels, einem der Gozan-Tempel.

## Leben und Wirken
Gyokuen Bompō war der rechtmäßige Nachfolger von Shun’oku Myōha (春屋 妙葩; 1312–1388) und studierte die Poesie von Gidō Shūshin (1325–1388). Sein Künstlername war Gyokuen (玉畹). Später wurde er Oberpriester des Tempels Kennin-ji und des Tempels Nanzen-ji. Obwohl er von Ashikaga Yoshimochi (1386–1428) hochrangig angestellt wurde, verließ er ihn später und gründete eine Klause namens „Tenro-an“ (投老庵) in der Provinz Ōmi, wohin er sich im Alter von 70 Jahren zurückzog.
Bompō war ein Literat, der es liebte, geheimnisvoll zu sein, und er hatte Fugetsu (風月) als seinen Freund. Zusammen mit Tesshū Tokusai (鉄舟 徳済; gestorben 1366) war er gut darin, Tusch-Orchideengemälde (墨蘭図) im Stil von 雪窓, japanisch „Sessō“, einem Maler der Yuan-Dynastie in China, zu zeichnen. Viele seiner Werke existieren noch, darunter „Ranzeki-zu“  (蘭石図) – etwa „Der Duft von Orchideen und die Härte von Steinen“, „Rakuō-in“ (鹿王院) – „Tempel Rakuō“ und „Rankei dōhō-zu“ (蘭蕙同芳図).